# Josep Pla-Narbona
Josep Pla-Narbona (Barcelona, 5 de febrero de 1928-La Floresta, 13 de diciembre de 2020) fue un diseñador gráfico, dibujante, grabador, escultor y pintor español. Durante toda su vida compatibilizó el diseño gráfico con el del arte.

## Trayectoria profesional como diseñador
En 1961 fue profesor de Plástica Publicitaria de la Escuela Massana de Barcelona. Contribuyó a la fundación de la primera asociación profesional el estado, Grafistas Agrupación FAD (actualmente ADG FAD),  de la que fue el primer presidente. De igual modo, lideró la creación de los primeros premios instaurados en España para reconocer la creatividad y la calidad del diseño gráfico a los que bautizó con el nombre, LAUS (1964). Fue el primer miembro del estado español en ser admitido en la Alliance Graphique Internationale (AGI) y como primer presidente del grupo español desde 1964 organizó el primer congreso de AGI en España (Barcelona 1971). Con la AGI, Pla-Narbona participó en exposiciones organizadas por el American Institute of Graphic Arts de Nueva York (1966) y el Lincoln Center de Nueva York (1966), entre otros. Publicó en prestigiosas revistas de diseño internacionales como IDEA, U&LC, Print o Graphis. Sus diseños han sido expuestos en diversos países y están presentes en diversos museos. Tiene obra gráfica en la colección del MoMA desde 1972.
. Ha sido galardonado con un LAUS de honor de la ADG-FAD en el 2000, con el Premio del Diseño de la Asociación Española de Profesionales del Diseño (AEDP) en el 2001 y con el Premio Nacional de Diseño en 2004 por su condición de pionero en la promoción del diseño, como creador y como precursor de iniciativas. Fue miembro de honor de la Asociación de  Diseñadores Profesionales de Barcelona (ADP) y colegiado de honor del Colegio Oficial de Diseño Gráfico de Cataluña.

## Obra creativa: Diseño y arte

El Decidido y Leal. Colección del MoMA.

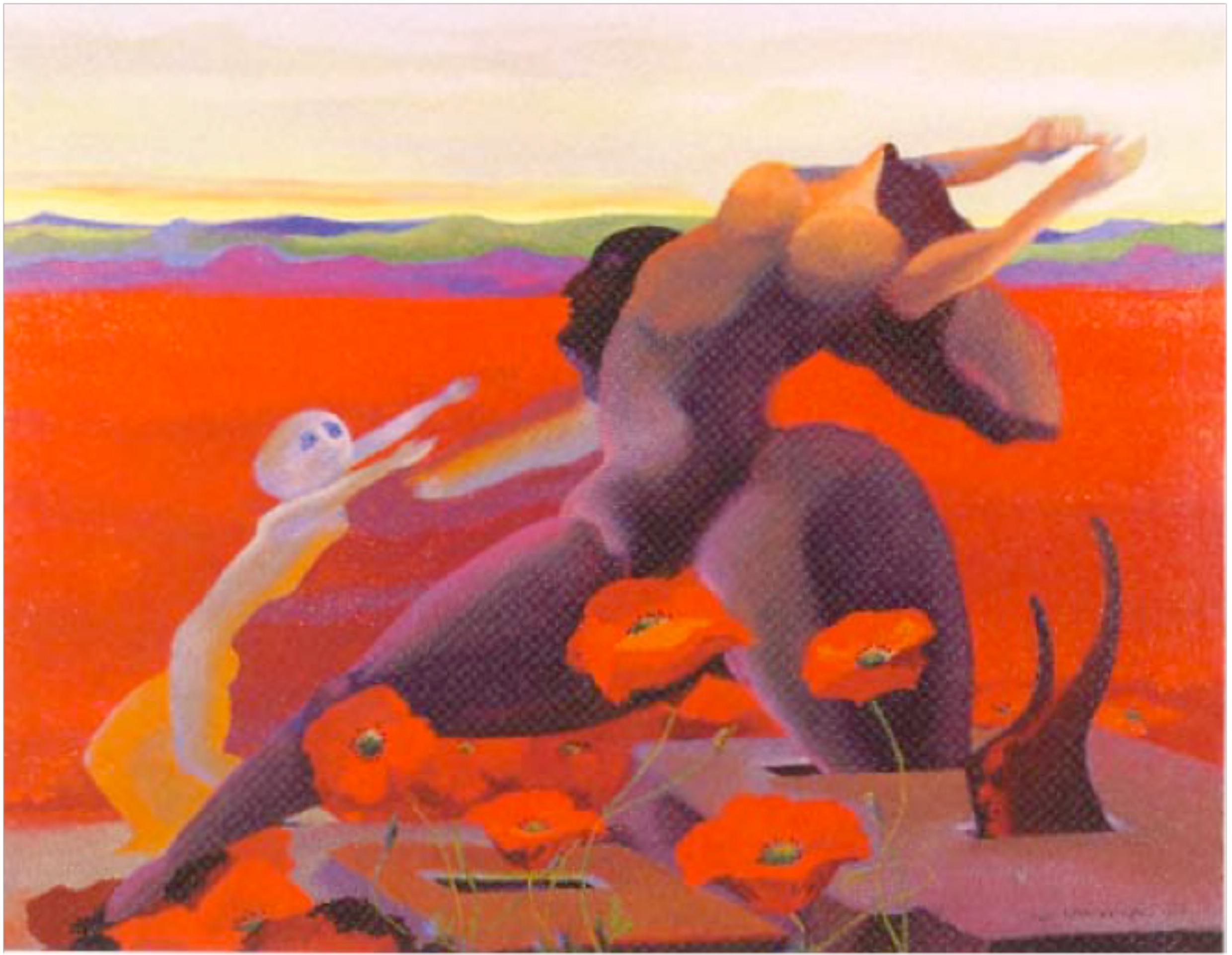
Sublimacions

### La etapa de aprendizaje
Sus inicios, como los de los niños de la guerra, fueron marcados por las dificultades de la época. Gracias a sus dotes para dibujar se incorporó al sector de las artes gráficas como ayudante de litografía. Comenzó su formación en la escuela de Artes y Oficios de Barcelona (1945-1948) y se inició en los trabajos publicitarios en 1946 como aprendiz de Josep Artigas. Un año después entró como ayudante en el taller del dibujante y pintor, Ricard Fábregas (1906-1947), a quien admiraba por sus capacidades artísticas como dibujante de publicidad. A la muerte prematura del maestro, Pla-Narbona heredó su cartera de clientes convirtiéndose en profesional.
Trabajó en París del año 1956 al 1958 para formarse como publicitario colaborando con Oleg Zinger, Lima de Freitas y Lluís Camps en la firma publicitaria R.L. Dupuy. En París, además de las tendencias gráficas internacionales, se familiarizó con las metáforas visuales del surrealismo que eran utilizadas para expresar nuevos conceptos por grandes cartelistas del momento. También en la capital francesa descubrió a Sartre y Unamuno, y su lectura le acercó a poder expresar el sentido trágico de existencia. Esto se manifestó en muchas de sus series de grabados y dibujos con temas como el saltimbanqui, los muros o las máscaras, presentes también en sus diseños para farmacia. 
Al volver de París aprendió las técnicas del grabado en el Conservatorio de las Artes del Libro (Barcelona) con Jaume Coscolla y María Josefa Colom. Amplió sus estudios de tipografía en la agencia Adolf Wirz de Zúrich (1962), donde también produjo unas litografías para la editorial ARTA. A su regreso a Barcelona estableció su propio estudio.

### La consolidación como diseñador y dibujante
Los años comprendidos entre 1960 y 1975 fueron los mejores de su carrera como diseñador y dibujante, permitiéndole alcanzar consolidación internacional. Una época dedicada a la investigación sobre el diseño gráfico y sus recursos expresivos. Fue un pionero de esta disciplina en España. Su obra cuenta con una gran personalidad gráfica buscada de manera intencionada, ya que pretendía ser reconocido por su estilo. Pla-Narbona se consagró a la construcción de su personalidad gráfica desde que regresó de París y lo hizo a través de medios, como la ilustración farmacéutica (Laboratorios Sandoz, Laboratorios Uriach), la ilustración editorial y el cartel de interés social. A este último fue al que más esfuerzos dedicó estos años. Su proyecto de identidad para la empresa de aparatos de alta fidelidad, Industrias COSMO, constituye un ejemplo emblemático y pionero en la identidad corporativa en España. En cuanto a la investigación gráfica, los anuncios de COSMO, así como los que diseñó para los calcetines JORIGU, constituyen un máximo exponente de su surrealismo, incluyendo material fotográfico. También cabe destacar su uso de manchas negras, bien mediante contrastes entre forma y figura, o bien con las cualidades matéricas del negro recortando o rasgando papeles. Ejemplo de ello son carteles como: Las Moscas, Ronda de Mort a Sinera, Semana Santa. Su trabajo puede ser apreciado también en cabeceras de periódicos como el desaparecido Tele/eXpres o en cubiertas para editoriales tan importantes como Destino o Alfaguara. Fundó y dirigió la revista Azimut (1966) y publicó diversos trabajos técnicos y teóricos. Ilustró, entre otras, obras de Espriu, Pedro Salinas, Cela y Dámaso Alonso e hizo la escenografía de Las moscas de Sartre (1968) dirigida por Ricard Salvat.
En cuanto al dibujo y grabado, en 1964-66 se desarrolló su primera etapa plenamente personal, en que sus figuras se convierten ya en fantásticas. 

### La madurez. Del color hacia la pintura
En la etapa siguiente (1967-69) la figura se deforma y se fragmenta, el erotismo es más patente y la composición se torna barroca (serie Triumfalismes, 1969). Durante su estancia en Estados Unidos en 1969 expuso en la Galería Terry Dintenfass de Nueva York y realizó una serie de litografías en San Francisco para Colectors Press. Posteriormente en 1972 expuso en Chicago dibujos y grabados. Unos nuevos elementos básicos aparecen a continuación: los tabiques, que compartimentan sus seres fantásticos y monstruosos (serie Crítica de la hipocresía, 1972). Es en este momento cuando las figuras se funden con el paisaje (Paisajes antropomórficos, 1972) e inicia paralelamente su actividad como escultor, donde puede corporeizar el tema de las máscaras, que ya había trabajado anteriormente en dos dimensiones.
A mediados de los años setenta inicia su etapa como pintor, dando protagonismo al color y con importante presencia de seres extraños. Es en los últimos años cuando el campo, las flores, el horizonte o las nubes se incorporan para aportar calidez y esperanza.
A partir de ideas del poeta Joan Brossa, y en colaboración con él, desarrolla el diseño de la escultura en forma de saltamontes (llagost) que culmina la fachada del edificio del Colegio de Aparejadores y Arquitectos Técnicos de Barcelona (1993) y la escultura en forma de tentetieso (1994) del Homenaje al libro del Gremio de Libreros de Viejo de Barcelona ubicada en el Paseo de Gracia.
Obtuvo diversos premios y estuvo en exposiciones en Europa y América. Individualmente expuso en Barcelona (1961, 1975, 1977, 1990 y 2002), Zúrich (1964), Nueva York (1969), La Haya (1972) y Chicago (1972), entre otros. Hay obras de él en Baltimore Museum of Art, el Museo Nacional de Varsovia y el Museo de Arte Moderno de Nueva York.

## Obra en museos y colecciones
Su obra artística forma parte de las colecciones del MOMA de Nueva York, del Baltimore Museum of Art y del MACBA de Barcelona.
En 2012 hizo una donación de obra pictórica a la Fundación Carmen y Lluís Bassat que ha sido expuesta en la Nave Gaudí de Mataró en la exposición, "Colección Bassat Arte Contemporáneo de Cataluña (1980 hasta 1989)" I y II.
En el 2013 hizo una importante donación de obra como diseñador gráfico al Museo del Diseño de Barcelona, obra que ha estado ampliamente representada en la exposición El diseño gráfico: de  oficio a profesión (1940-1980), del 2014 al 2018. 
Una parte importante de su producción en ilustración para la industria farmacéutica se puede consultar en la Fundación Uriach 1838.

## Premios y distinciones
- 1954-1955: Primer premio del concurso de carteles Bodas de Oro de la Caja de Pensiones para la Vejez y de Ahorros de Cataluña y Baleares.
- 1956: Premio del Concurso de carteles Fiestas de la Merced, Ayuntamiento de Barcelona.
- 1960: Premio Sant Jordi de dibujo. Círculo Artístico de San Lucas.
- 1961: Premio Sant Jordi de pintura. Círculo Artístico de San Lucas. / Primer premio concurso de carteles Nestlé La Lechera, un condensado de energías.
- 1962: 2n Premio concurso de carteles Nestlé Combinación perfecta Nescafé-La Lechera./ Premio Delta de Plata ADI-FAD (felicitación Navidad)/ Delta de plata ADI · FAD (logotipo de Grafistas Agrupación FAD).
- 1964: Primer miembro español de Alliance Graphique Internationale (AGI). Primer Premio concurso de carteles Nestlé Solo la mejor es buena / Primer Premio concurso de carteles SONIMAG 2.
- 1965: Primer Premio del concurso de carteles SONIMAG 3.
- 1966: Primer Premio del concurso de carteles SONIMAG 4 / Primer Premio del concurso de carteles HOGARHOTEL 7 / Primer Premio de carteles de la 2ª Biennal Internacional de Artes Aplicadas de Punta del Este (Uruguay). / Premio de dibujo  Ciudad de Barcelona. Ayuntamiento de Barcelona.
- 1970: Certificado de Excelencia del American Institute of Graphic Arts (AIGA).
- 1973: Ingresó su libro de bibliófilo Pla-Narbona, el decidido y leal (1971) con textos del doctor Domingo García-Sabell, en el Museum of Modern Art de Nueva York (MoMA).
- 1976: Primer premio del Concurso Internacional de Dibujo Ynglada-Guillot.
- 1988: Premio honorífico del Art Directors Club en su 67h Annual Exhibition.
- 1990: Medalla del Foment de les Arts Decoratives de Barcelona por su trayectoria.
- 2000: LAUS de Honor de la ADG-FAD / Participó en la exposición Signos del Siglo, 100 años de Diseño Gráfico en España en el Museo Nacional Centro de Arte Reina Sofía.
- 2001: Premio de Diseño 2001 de la Asociación Española de Profesionales del Diseño (AEPD).
- 2004: Premio Nacional de Diseño (BCD i Ministerio de Industria, Comercio y Turismo) juntamente con Juan Gatti.
- 2009: Maestro de la cadena del FAD (Fomento de las Artes y el Diseño, Barcelona).
- 2011: Premio Il·lustra d’Or de la Asociación de Profesionales Ilustradores de Cataluña . Premio LAUS de Honor ADG-FAD.
- 2012: Medalla de Oro del Círculo Artístico de San Lucas (Barcelona).
- 2019: Se le otorga la Creu de Sant Jordi.
- 2023: Nombrado Hijo Predilecto de San Cugat del Vallés